# Liste von Windkraftanlagen im Burgenland
Die Liste von Windkraftanlagen im Burgenland  bietet einen Überblick über die installierten Windkraftanlagen im Bundesland Burgenland, wobei der Schwerpunkt auf den installierten Windparks liegt. Als Windparks gelten Standorte mit drei oder mehr Anlagen. Anlagen mit Stahlfachwerkturm sind durch Kursivschrift gekennzeichnet. Wieder abgebaute Anlagen ohne Repowering am gleichen Standort sind durchgestrichen. Da laufend neue Windkraftanlagen errichtet und mit oder ohne Repowering zurückgebaut werden, erhebt diese Liste keinen Anspruch auf Vollständigkeit; sie zeigt den Stand von Mitte 2025. Ende 2024 waren im Burgenland 456 Windkraftanlagen mit einer Gesamt-Nennleistung von 1419, 3 MW in Betrieb.

## Übersicht
| Name                                        | Baujahr                            | Gesamt- leistung (MW) | Anzahl | Typ (WKA) | Ort                                | Bez. | Koordinaten | Projektierer / Betreiber                        | Bemerkungen |
| ------------------------------------------- | ---------------------------------- | --------------------- | ------ | --- | ---------------------------------- | ---- | ----------- | ----------------------------------------------- | --- |
| Windpark Andau/Halbturn                     | 1997 2014 2021                     | 245,77                | 82     | Seewind S25/132 (1×) Enercon E-101 (79×) Enercon E-103 EP2 (2×) | Halbturn                           | ND   | Lage        | Energie Burgenland Windkraft, Gemeinde Halbturn | die Seewind S25/132 wurde auf dem Gelände der Kläranlage Halbturn errichtet. |
| Windpark Baumgarten-Zagersdorf              | 2016                               | 24,1                  | 8      | Enercon E-92 (3×) Enercon E-101 (5×) | Baumgarten Zagersdorf              | MA   | Lage        | Burgenland Energie, Ecowind                     | |
| Windpark Bruckneudorf                       | 2018 2019                          | 24,1                  | 5      | Vestas V112-3.45MW (1×) Vestas V117-3.45MW (4×) | Baumgarten                         | ND   | Lage        | ImWind                                          | errichtet an der A 4 |
| Windpark Deutschkreutz                      | 2009 2011 2017 2024-2025           | 16,65                 | 4      | Enercon E-82 E2 (1×) Enercon E-92 (1×) Vestas V150-6.0MW (2×) | Deutschkreutz                      | OP   | Lage        | Burgenland Energie                              | Repowering im Gange (2× Vestas V150-5.6MW statt 7× REpower MM82) |
| Windpark Gols-Mönchhof-Zurndorf-Nickelsdorf | 2000 2012 2014 2018 2019 2020 2021 | 532,9                 | 145    | Enercon E-92 (1×) Enercon E-101 (85×) Enercon E-103 EP2 (2×) Enercon E-115 E2 (2×) Enercon E-126 EP3 (3×) Enercon E-138 EP3 E2 (4×) GE Wind Energy 5.5-158 (30×) Vestas V117-3.45MW (9×) Vestas V126-3.45MW (7×) Vestas V150-5.6MW (2×)                      | Gols Mönchhof Zurndorf Nickelsdorf | ND   | Lage        | Pamonia, WEB Windenergie                        | errichtet beiderseits der A 4 2021 Repowering (4× Enercon E-138 EP3 E2 statt 6× Vestas V90-2.0MW) |
| Windpark Kittsee                            | 2004 2011 2012                     | 39,0                  | 25     | Enercon E-66/18.70 (12×) Enercon E-82 E2 (6×) Vestas V110-1.8MW (2×) | Kittsee                            | ND   | Lage        | Burgenland Energie, Oekostrompark Kittsee       | errichtet beiderseits der A 6 |
| Windpark Neudorf                            | 2003 2006 2018 2022                | 109,45                | 25     | Enercon E-103 EP2 (1×) Enercon E-115 EP3 E3 (1×) Enercon E-126 EP3 4.0 (2×) Enercon E-138 EP3 E2 (12×) Enercon E-147 EP5 E2 (9×) | Neudorf bei Parndorf               | ND   | Lage        | Ökowind Erneuerbare Energie, ImWind             | errichtet an der A 6 2022 Repowering (1× Enercon E-115 EP3 E3, 2× Enercon E-126 EP3 4.0, 12× Enercon E-138 EP3 E2 und 9× Enercon E-147 EP5 E2 statt 11× DeWind D8/2000 und 11× Vestas V80-2MW) |
| Windpark Nikitsch                           | 2014 2019                          | 25,85                 | 11     | Enercon E-92 (9×) Enercon E-103 EP2 (2×) | Nikitsch                           | OP   | Lage        | Professional Energy Services GmbH               | Erweiterung geplant |
| Windpark Pama-Gattendorf                    | 2003 2017 2020 2024                | 215,35                | 15     | Enercon E-101 (9×) Enercon E-138 EP3 E2 (2×) GE Wind Energy 5.3-158 (4×) | Pama Gattendorf                    | ND   | Lage        | Burgenland Energie                              | errichtet an der A 6 2023 Repowering (2× Enercon E-138 EP3 E2 statt 8× DeWind D6/1250) |
| Windpark Parndorf Nord                      | 2003 2005 2013 2014 2018 2024      | 215,35                | 28     | Vestas V80-2MW (3×) Vestas V90-2MW (1×) Enercon E-101 (8×) Vestas V112-3.0MW (4×) Vestas V126-3.45MW (11×) Vensys 126/3800 (1×) | Parndorf                           | ND   | Lage        | Ökowind Erneuerbare Energie                     | errichtet beiderseits der A 6 |
| Windpark Parndorf-Neusiedl                  | 2004 2012 2021 2022 2024           | 215,35                | 50     | Vestas V52-850kW (1×) NEG Micon NM64c (1×) GE Wind Energy 1.5sl (2×) REpower MM82 (1×) Enercon E-101 (3×) Enercon E-126 EP3 4.0 (2×) Enercon E-138 EP3 E2 (19×) Vestas V126-3.6MW (3×) Vestas V136-3.6MW (1×) Vestas V136-4.2MW (3×) Vestas V150-6.0MW (14×) | Parndorf Neusiedl am See           | ND   | Lage        | Burgenland Energie                              | errichtet beiderseits der A 4 2021 Repowering (2×Enercon E-126 EP3 4.0 und 10× Enercon E-138 EP3 E2 statt 19× Enercon E-66/18.70) 2022 Repowering (3× Vestas V126-3.6MW, 1× Vestas V136-3.6MW und 3× Vestas V136-4.2MW statt 6× GE Wind Energy 1.5sl und 4× NEG Micon NM64c weiteres Repowering im Gange 14× Vestas V136-4.2MW (14×) Vestas V150-6.0MW und 9× Enercon E-138 EP3 E2 statt 33× Enercon E-66/18.70) |
| Windpark Pöttelsdorf-Sigleß                 | 2006 2011 2015 2024                | 20,7                  | 6      | Enercon E-92 (2×) Vestas V150-4.0MW (4×) | Pöttelsdorf Sigleß                 | MAT  | Lage        | WEB Windenergie, EVN                            | früher noch eine DeWind D8/2000 2024 Repowering (4× Vestas V150-4.0MW statt 4× AN Bonus 2300/82 und 3× Vestas V90-2MW) |
| Windpark Potzneusiedl                       | 2003 2006 2012 2023 2024           | 71,4                  | 20     | Vestas V80-2MW (7×) Enercon E-70 (1×) Enercon E-126 EP8 7.5 (2×) Enercon E-126 EP3 4.0 (1×) Enercon E-138 EP3 E2 (5×) Vestas V126-3.6MW (1×) Vestas V136-4.2MW (1×) Vensys 126/3800 (2×)                                                                     | Potzneusiedl                       | ND   | Lage        | Ökowind Erneuerbare Energie, ImWind             | errichtet an der A 6 2022-2024 Repowering (1× Enercon E-126 EP3 4.0, 8× Enercon E-138 EP3 E2, 1× Vestas V126-3.6MW, 1× Vestas V136-4.2MW und 2× Vensys 126/3800 statt 8× Enercon E-70) |
| Windpark Zurndorf                           | 1999 2000 2009 2012                | 18,0                  | 8      | Windtec 1500 (1×) Enercon E-70 (3×) Enercon E-82 E2 (4×) | Zurndorf                           | ND   | Lage        | EPZ Projekt Zurndorf Energy Ltd                 | 2005 Repowering (2× Enercon E-70 statt 9× Enercon E-40/5.40 und 1× Wincon W755/48) 2011 Repowering (5× Enercon E-82 E2 statt 3× Enercon E-40/6.44) |